# Грунда, Александр Андреевич
Александр Андреевич Грунда (25 ноября 1957, СССР — 9 июня 2011, Москва, Россия) — советский и российский актёр театра и кино. Заслуженный артист Российской Федерации (2005).

## Биография
Александр Андреевич Грунда родился 25 ноября 1957 года. Закончил Московский институт культуры в 1979 году (режиссёрский факультет, курс Д. Е. Меркуловича). После окончания института работал в Тульском областном театре юного зрителя и Могилевском драматическом театре. Затем перешёл в Московский еврейский театр «Шалом», где проработал 19 лет и стал ведущим актёром театра.
В 2005 году ему было присвоено звание Заслуженного артиста России.
Умер 9 июня 2011 года,  похоронен на городском кладбище города Раменское (Московская область).

## Театральные работы
Театр «Шалом»:
- «Поезд за счастьем»
- «Янкель, Таке и Кадыр»
- «Пол Нью-Йорка мне теперь родня»
- «Шлимазл»
- «Блуждающие звезды»
- «Праведники и грешники»
- «Кот Леопольд»
- «Моя кошерная леди»
- «Испанская баллада»
- «Фаршированная рыба с гарниром»
- «Наш веселый Хайт»
- «Собачье сердце» (Булгаков М. А.) — Шарик Шариков

## Фильмография
1. 1991 — Игра на миллионы — бандит-виолончелист
2. 1991 — Царь Иван Грозный
3. 1992 — Исповедь содержанки
4. 1996 — Барханов и его телохранитель — эпизод
5. 2004 — Самара-городок — эпизод
6. 2005 — Золотой телёнок, 3 серия — Тезоименицкий
7. 2006 — Бес в ребро, или Великолепная четвёрка — Сигизмунд, экстрасенс, знакомый Беллы Ицковны
8. 2006 — Врачебная тайна — Рыжов
9. 2008 — Автобус (Сельская молодёжь, 5 серия) — Пучков
10. 2008 — ГИБДД и т. д. — эпизод
11. 2008 — Продолжение следует — эпизод
12. 2008 — Пять шагов по облакам — прораб
13. 2008 — Солдаты-14 — эпизод
14. 2008 — Срочно в номер-2 (Наследство, фильм 7) — мастер
15. 2009 — Папины дочки, эпизод 201 — псевдородственник Василия Федотова
16. 2012 — Важняк — мэр Зауральска